# Bielsko-Biała
Bielsko-Biała (uitspraak: [bʲɛlskɔˈbʲawa], ong. biëlsko biaua; Duits: Bielitz-Biala) is een stad in Polen in het woiwodschap Silezië. Ze telt ruim 190.000 inwoners. De stad ligt 60 km ten zuiden van Katowice aan de rivier de Biała. Het is een zogenoemde dubbelstad, waarvan beide delen lange tijd in verschillende landen hebben gelegen. In 1951 werden Bielsko en Biała samengevoegd. De stad is traditioneel een centrum van wolindustrie. 

## Geschiedenis
In de tweede helft van de 13de eeuw werden kolonisten uit Duitstalige gebieden in het kader van de Oostkolonisatie aangeworven om het gebied te ontginnen waarin het huidige Bielsko ligt. Er kwamen dorpen en bij de vesting Bielitz ontwikkelde zich een stad. In 1281 maakte het gebied deel uit van het hertogdom Teschen. De hertog maakte zich in 1327 los van zijn leenheer, de koning van Polen, ten gunste van die van Bohemen. In 1526 viel de Boheemse kroon toe aan de Habsburgers en sindsdien was Bielitz Oostenrijks. In 1752 werd Bielitz tot vorstendom en in 1754 tot hertogdom verheven. 
De Contrareformatie die in 1629 door het Habsburgse regime werd opgelegd had weinig succes. De bevolking beoefende voortaan de lutherse godsdienst in schuilkerken. In 1782 verwierven de lutheranen vrijheid van godsdienst. Een eeuw later zouden zij op grond van deze vrijheid eigen scholen voor middelbaar en hoger beroepsonderwijs stichten. Daaronder was een pedagogische academie die leraren opleidde voor Duitstalige scholen in de oostelijke provincies van Oostenrijk, met name in Galicië.
Inmiddels was de stad uitgegroeid tot centrum van textielindustrie. In 1910 telde Bielitz en omringende dorpen bijna 29.000 inwoners. Daarvan was 84% Duitstalig, zij maakten stad en omgeving tot een zogenaamd 'taaleiland' in een verder Poolssprekende omgeving.
In 1919 werd Bielitz met omgeving onder de naam Bielsko in het Verdrag van Saint-Germain bij de nieuwe staat Polen gevoegd, samen met het oostelijke deel van het hertogdom Teschen. Begin september 1939 werd het gebied na de Duitse bezetting van Polen, bij de nieuwe ‘Reichsgau Oberschlesien’ ingedeeld. De Joodse minderheid werd geïnterneerd en afgevoerd naar het naburige Auschwitz, waar zij werd vermoord. Een kleine joodse kehilla werd na 1945 opnieuw opgericht.
In februari 1945 vluchtte de Duitse bezetter voor het Sovjetleger. De Duitstalige bewoners, voor zover zij niet waren meegevlucht, werden geïnterneerd in kampen voor dwangarbeid. De overlevenden zijn later Polen uitgewezen. Het deel van de lutheranen dat Poolstalig was, mocht blijven en sindsdien is Bielsko het centrum van de lutherse kerk in Polen. 
In 1951 werd Bielsko met het naburige Biala samengevoegd, zo ontstond een stad met ruim 70.000 inwoners. Velen van hen waren afkomstig uit de oostelijke provincies die Polen aan de Sovjet-Unie had moeten afstaan. Nieuwe gemeentefusies brachten het inwonertal in 1970 op bijna 106.000. Van 1975 tot 1998 was Bielsko-Biała de hoofdstad van een gelijknamige woiwodschap. In 1998 werd het ingedeeld bij de woiwodschap Silezië.

## Verkeer en vervoer
- Station Bielsko-Biała Aleksandrowice
- Station Bielsko-Biała Główna
- Station Bielsko-Biała Komorowice
- Station Bielsko-Biała Leszczyny
- Station Bielsko-Biała Mikuszowice
- Station Bielsko-Biała Północ
- Station Bielsko-Biała Wapienica
- Station Bielsko-Biała Wschód
- Station Bielsko-Biała Zachód

## Sport
Podbeskidzie Bielsko-Biała is een van de twee professionele voetbalclubs van Bielsko-Biała en speelde enkele seizoenen op het hoogste niveau in de Ekstraklasa.
De andere professionele voetbalclub is BKS Stal Bielsko-Biała.

## Afbeeldingen

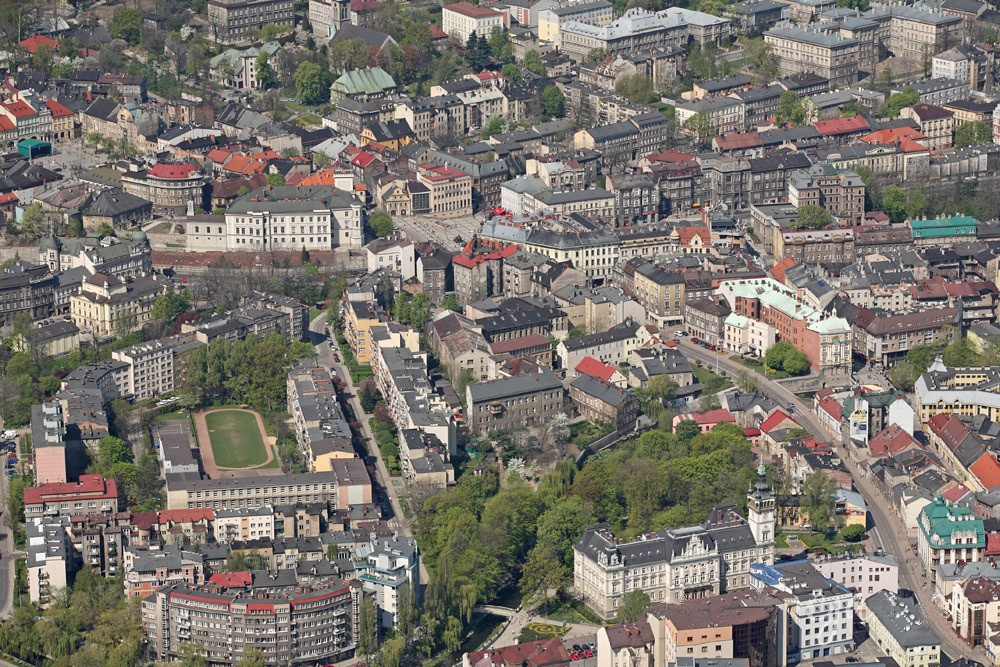
Stadsentrum
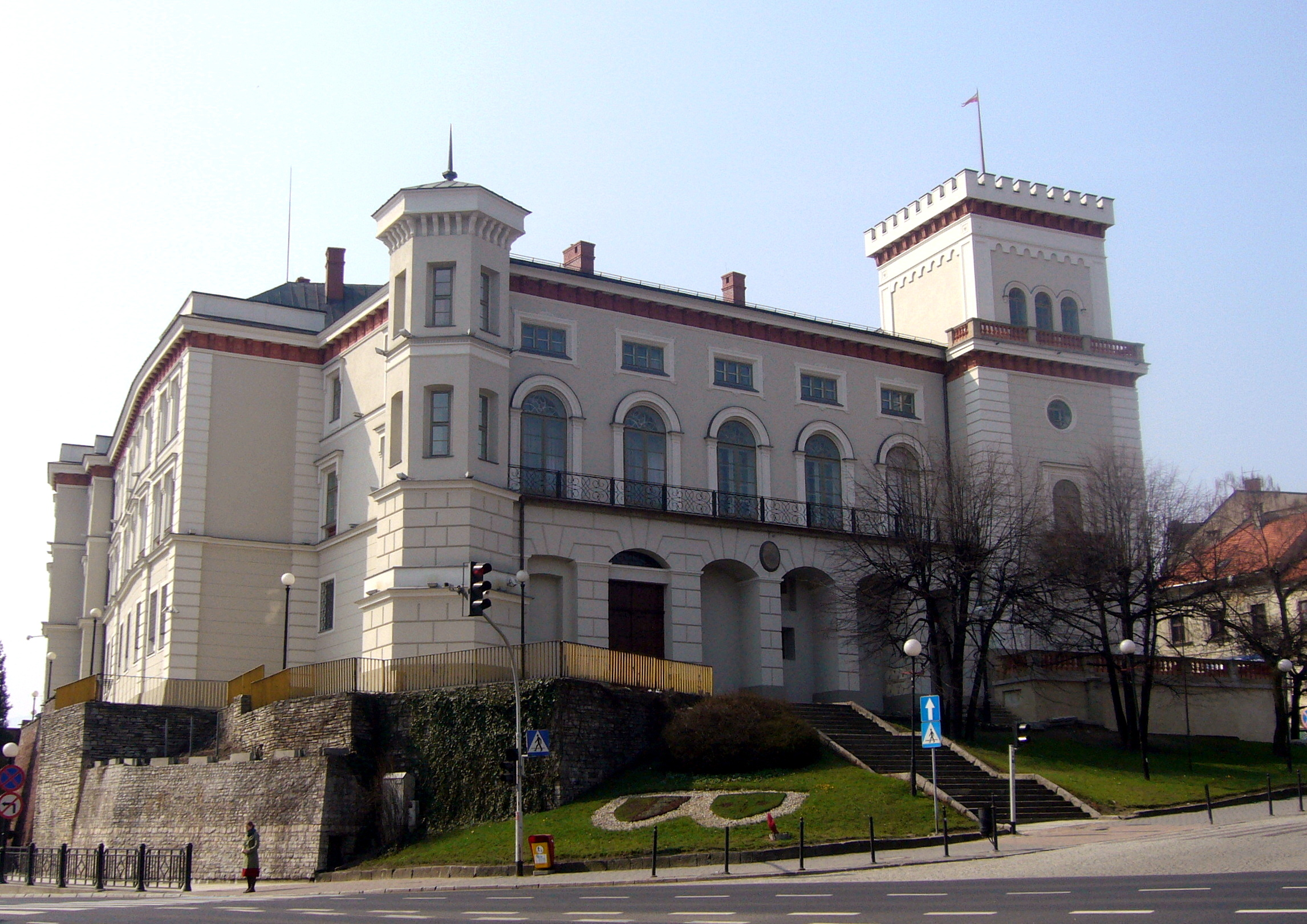
Kasteel
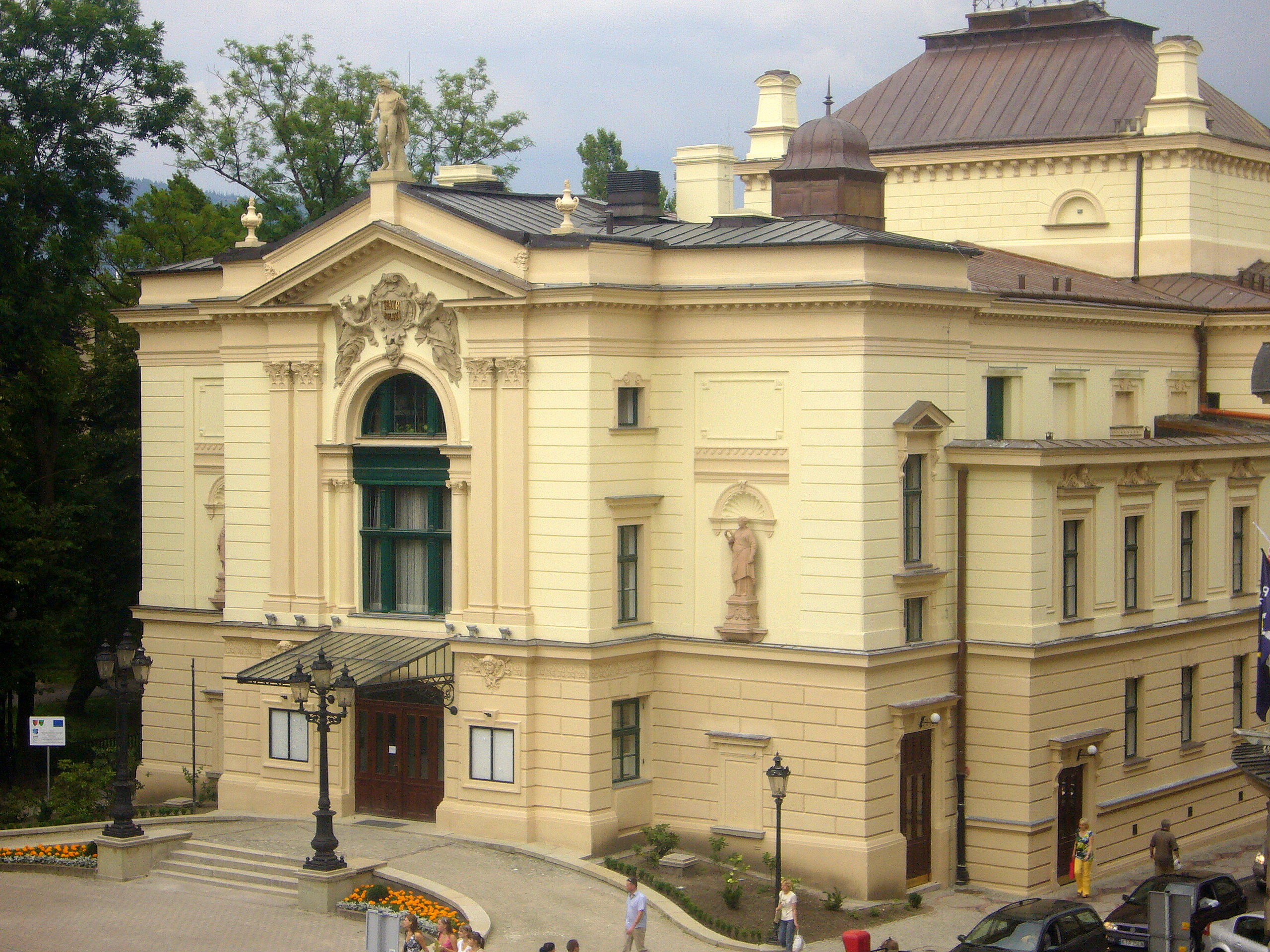
Pools Theater
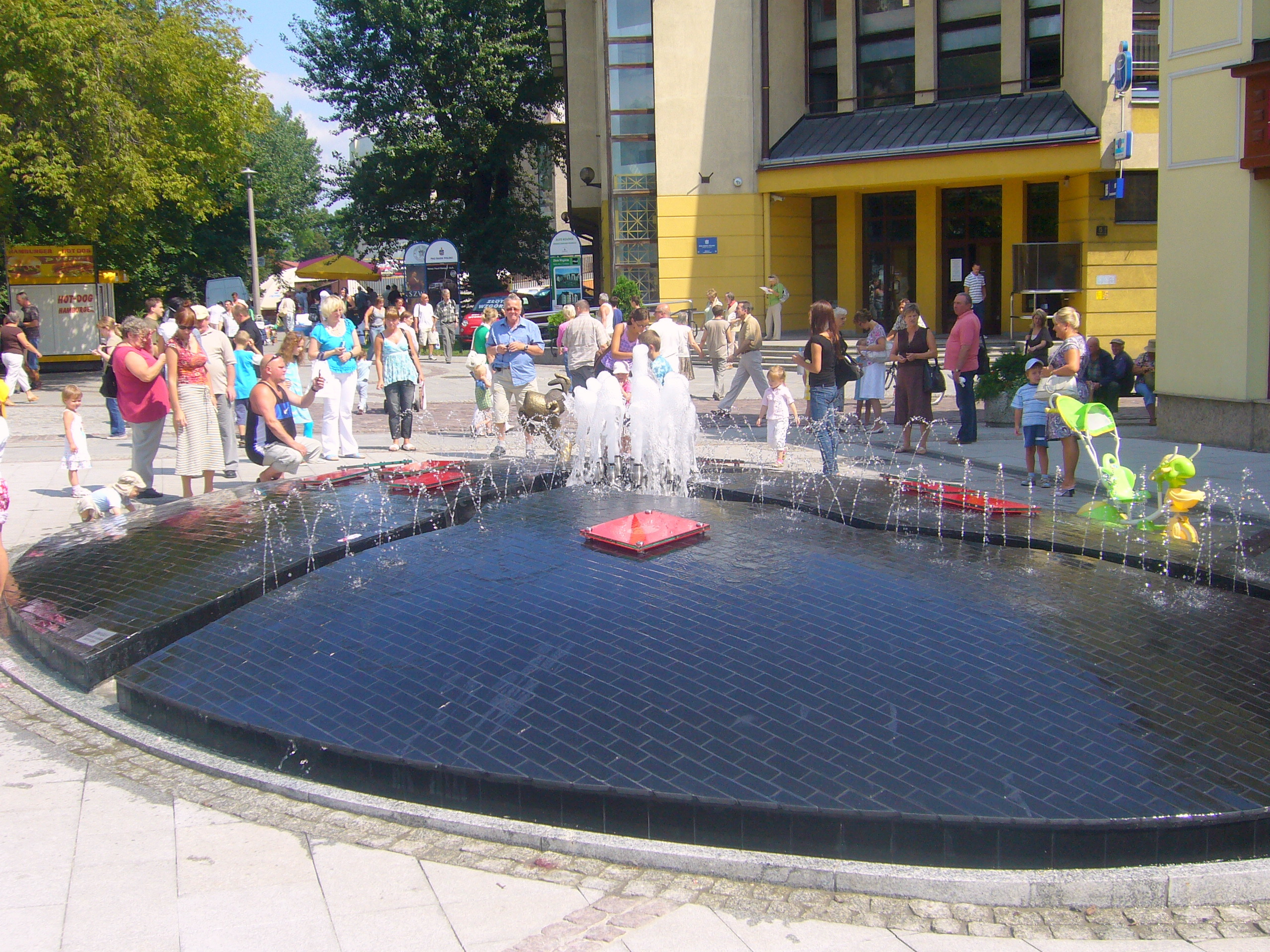
Fontein in de stad
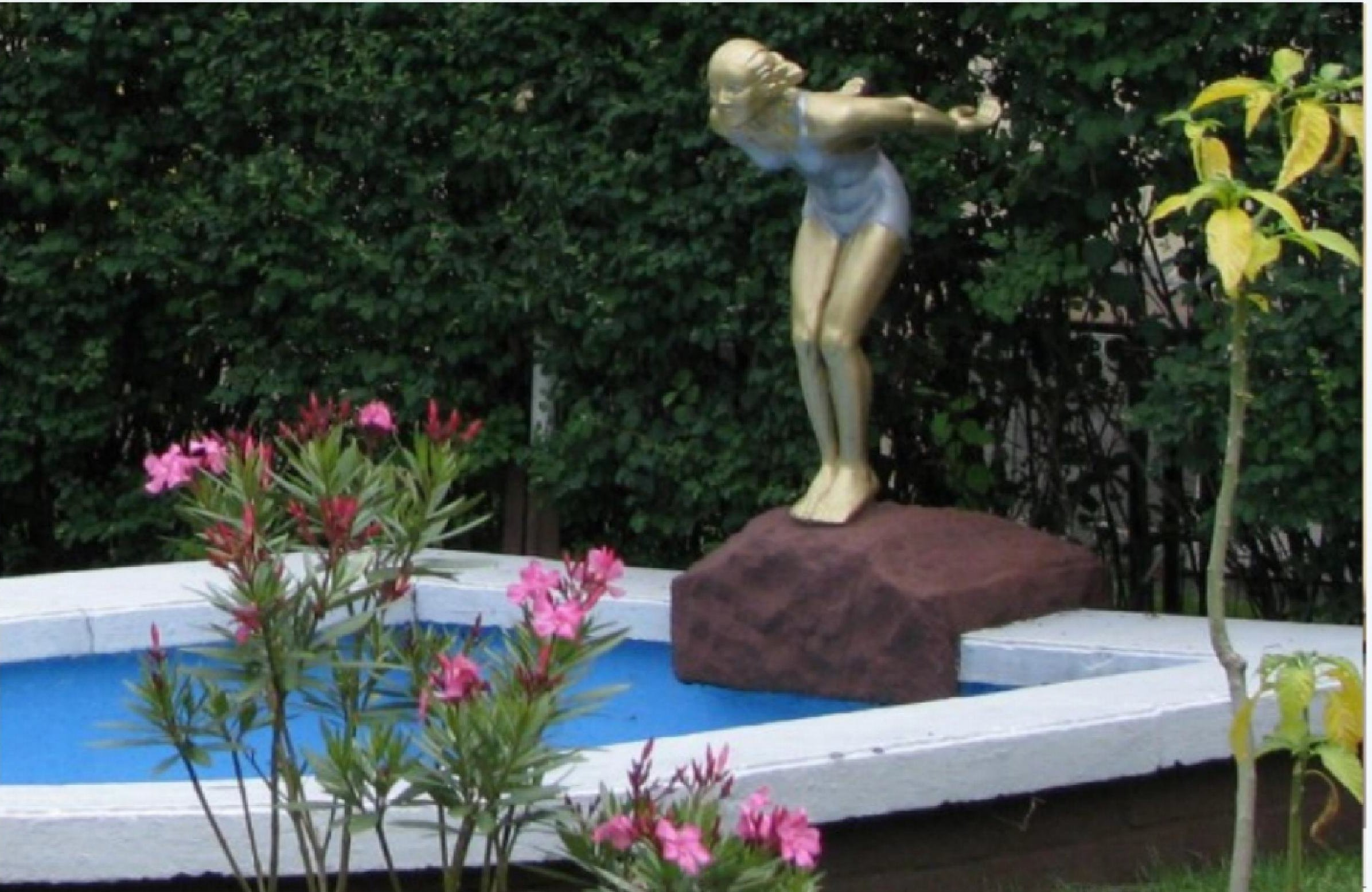
Trauda Dawidowicz, pools zwemkampioen, ingang stedelijk zwembad

## Geboren in Bielsko-Biala
- Albert Schickedanz (1846-1915) architect van het Hongaarse historicisme, met name werkzaam in Boedapest
- Carl Josef Bayer (1846-1904) chemicus en patenthouder aluminiumverwerking
- Johannes Volkelt (1848-1930) kritisch metafysicus, hoogleraar in Leipzig
- Heinrich Conried (Cohn) (1855-1909) directeur Metropolitan Opera New York
- Josef Strzygowski (1862-1941) grondleggend kunsthistoricus aan Duitse en Oostenrijkse universiteiten
- Hans Zenker (1889-1932) admiraal in de Duitse Reichsmarine
- Karl Guttmann (1913-1995) toneelleider en theaterregisseur
- Gerda Weissmann Klein (1924-2022), Pools-Amerikaans schrijfster, mensenrechtenactiviste en Holocaustoverlevende
- Roman Frister (1928-2015) Pools-Israëlisch overlevende van verschillende nazikampen en getuige in naziprocessen
- Shlomo Avineri (1933) hoogleraar politicologie in Jeruzalem en Boedapest
- Helmut Kajzar (1941-1982) Pools avant garde schrijver en dramaturg
- Horst Kubatschka (1941) lid van de Duitse Bondsdag voor de SPD
- Bohdan Smoleń (1947-2016), acteur, zanger, komiek
- Zbigniew Preisner (1955), filmcomponist

## Partnersteden
Bielsko-Biała heeft de volgende partnersteden:
- Akko (Israël)
- Berdjansk (Oekraïne)
- Besançon (Frankrijk)
- Frýdek-Místek (Tsjechië)
- Grand Rapids (Verenigde Staten)
- Kirklees (Verenigd Koninkrijk)
- Kragujevac (Servië)
- Lilienthal (Duitsland)
- Monreale (Italië)
- Rancagua (Chili)
- Shijiazhuang (China)
- Szolnok (Hongarije)
- Tienen (België), sinds 1987
- Třinec (Tsjechië)
- Wolfsburg (Duitsland)
- Žilina (Slowakije)